# جرترود سميث
جرترود سميث (بالإنجليزية: Gertrude Smith)‏ هي عالمة لغوية كلاسيكية أمريكية، ولدت في 23 ديسمبر 1894 في بيوريا في الولايات المتحدة، وتوفيت في 10 مايو 1985 في ناشفيل في الولايات المتحدة.